# Агіс II
Агіс II — спартанський цар з 427 або 426 по 402 чи 401 роки до н. е. Син Архідама ІІ з роду Евріпонтидів, та його рідкої стрийні Лампіто.
Під час Пелопонеської війни керував з 426 вторгненням військ Пелопонеського союзу в Атіку та командував спартанськими військами в переможній для них битві при Мантінеї в 418 році до н. е., що закріпило перевагу Спарти. У 413 році зайняв Декелею. Керував з 405 року блокадою Афін, попервах разом з Павсанієм. Протягом 402—401 років до н. е. керував війною з містом-державою Елея в Еліді за області Трифілія. Війну цю завершив його зведений брат Агесілай II.